# Parsian (shahrestan)
Parsian (persiska: شهرستان پارسيان, Shahrestan-e Parsian), tidigare Gavbandi (شهرستان گاوبندی), är en shahrestan, delprovins, i södra Iran. Den ligger vid Persiska viken, i provinsen Hormozgan. Antalet invånare var 50 596 vid folkräkningen 2016. Administrativ huvudort är staden Parsian.